# Sybase Open 2001 - Qualificazioni doppio
Le qualificazioni del doppio  dello  Sybase Open 2001 sono state un torneo di tennis preliminare per accedere alla fase finale della manifestazione. I vincitori dell'ultimo turno sono entrati di diritto nel tabellone principale. In caso di ritiro di uno o più giocatori aventi diritto a questi sono subentrati i lucky loser, ossia i giocatori che hanno perso nell'ultimo turno ma che avevano una classifica più alta rispetto agli altri partecipanti che avevano comunque perso nel turno finale.
Le qualificazioni del doppio del torneo Sybase Open 2001 prevedevano 4 coppie partecipanti di cui una è entrata nel tabellone principale.

## Teste di serie
1. Aleksandar Kitinov /  Jason Weir-Smith (primo turno)

1. Brandon Coupe /  Jack Waite (primo turno)

## Tabellone

### Legenda
| - Q = Qualificato - WC = Wild card - LL = Lucky loser | - ALT = Alternate - SE = Special Exempt - PR = Protected Ranking | - w/o = Walkover - r = Ritirato - d = Squalificato |

|  | Primo turno | Primo turno                         | Primo turno              | Primo turno | Primo turno |  |  | Ultimo turno           | Ultimo turno           | Ultimo turno | Ultimo turno | Ultimo turno |  |
|  |             |                                     |                          |             |             |  |  |                        |                        |              |              |              |  |
|  |             | Harel Levy André Sá                 | 64                       | 7           | 7           |  |  |                        |                        |              |              |              |  |
|  | 1           | Aleksandar Kitinov Jason Weir-Smith | 7                        | 63          | 68          |  |  | Harel Levy André Sá    | Harel Levy André Sá    | 6            | 3            | 6            |  |
|  |             | James Blake Mardy Fish              | James Blake Mardy Fish   | 6           | 6           |  |  | James Blake Mardy Fish | James Blake Mardy Fish | 2            | 6            | 4            |  |
|  | 2           | Brandon Coupe Jack Waite            | Brandon Coupe Jack Waite | 3           | 4           |  |  |                        |                        |              |              |              |  |